# هاوارد بنسون
هاوارد بنسون (انگلیسی: Howard Benson؛ زادهٔ ۱۹۵۶) یک موسیقی‌دان اهل ایالات متحده آمریکا است. وی از سال ۱۹۸۶ میلادی تاکنون مشغول فعالیت بوده‌است.